# Prokopp János
Prokopp János (Apatin, 1825. október 8. – Esztergom, 1894. május 11.) Esztergom város és megye mérnöke, érseki uradalmi mérnök. Pályafutása során dolgozott a Hadmérnöki Szervezetnél, illetve a Duna Gőzhajózási Társaságnál. Esztergom romantikus stílusban épített házait nagyrészt neki köszönhetjük.

## Élete

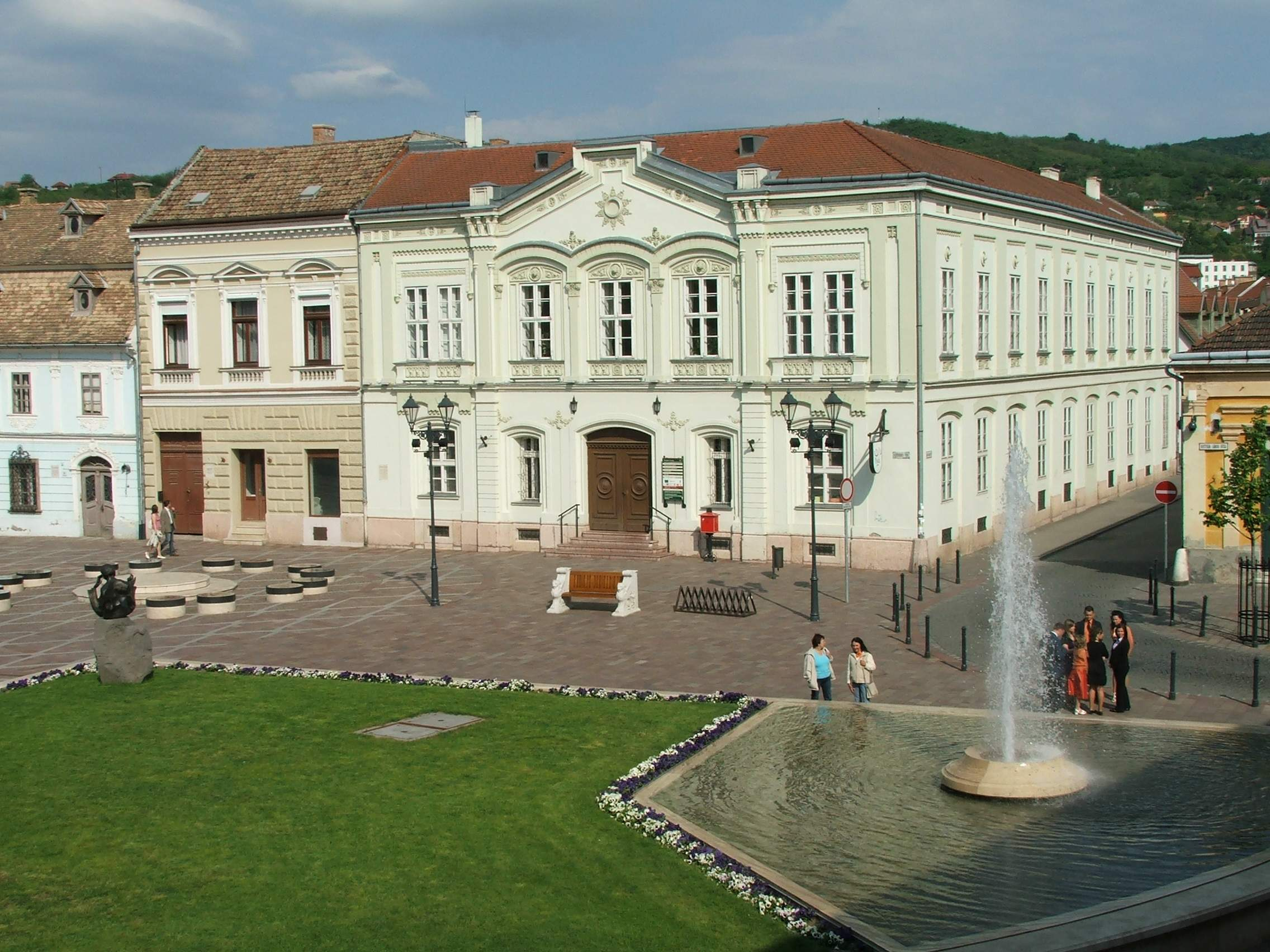
Az esztergomi 1-es posta, egykor Bischitzky János vaskereskedése

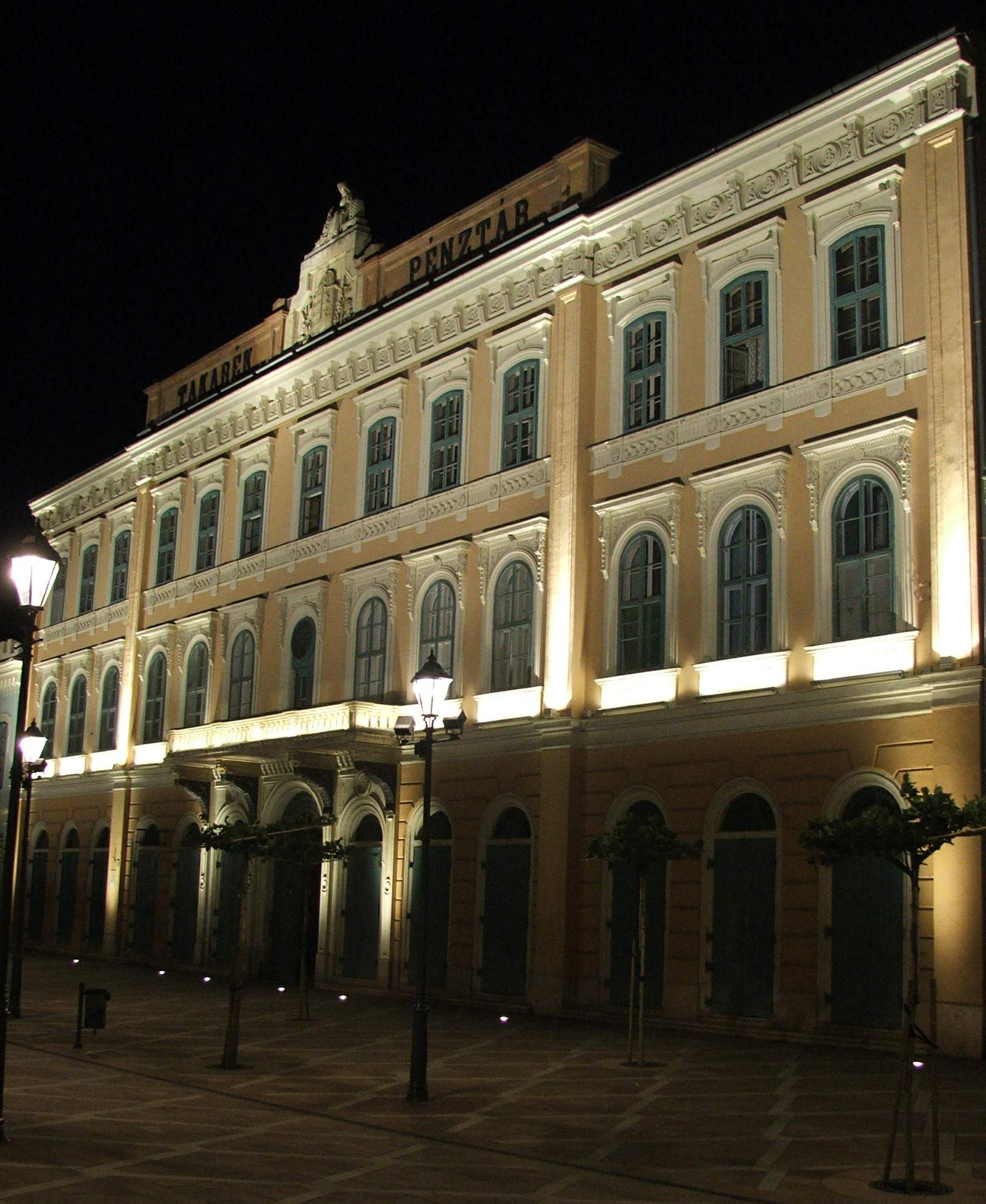
Az Esztergomi Takarékpénztár székháza Prokopp kivitelezésében készült el Hild József tervei alapján

Apatinban született, de gyermekkorát Zomborban töltötte, ahol Carl Gfeller építészmesternél tanult. 1843-ban, mint felszabadult céhbeli kőműves indult vándorútra Németországba, ahol hét év alatt 39 építkezésen dolgozott, és építésziskolákat is látogatott. Dolgozott Pesten, Bécsben, Linzben, Salzburgban, Freilassingban, Traunsteinben, Ebenseeben, 1844-ben a bajor uralkodó palotaépítésénél is tevékenykedett. Magyarországra hazatérve nem lépett be céhbe, hanem önálló építészként dolgozott Ybl Miklóssal és Feszl Frigyessel.
1853. január 1-jén állt a Duna Gőzhajózási Társaság szolgálatába, mint a Duna-menti építkezéseinek felügyelője, így érkezett először Esztergomba. Fizetése ekkor évi 1000 Ft. és 150 Ft lakáspénz volt. Még az év novemberében feleségül vette Trenker János esztergomi fűszerkereskedő Josefa nevű lányát, aki nála tíz évvel fiatalabb volt. Óbudán laktak, és a fennmaradt meghívók alapján aktív társasági életet éltek.
Prokopp 1853 szeptemberében az Al-Dunánál tartózkodott, amikor a Szent Koronát Orsova közelében megtalálták. Kossuthék ugyanis 1849-ben a fegyverletétel után a szerb határ közelében egy vasszekrénybe zárva elásatták a koronázási jelvényeket. Prokopp a korona megtalálásakor három helyszínrajzot készített magyarázó szöveggel a rejtekhely környékéről. Stílusa alapján feltételezhető, hogy a korona előkerülésének helyén emelt kápolna az ő tervei alapján és felügyelete alatt készült. Az 1857-es császár-látogatáskor az országban több ideiglenes díszépítményt, díszkaput, oszlopot, obeliszket emeltek neves építészek. Prokopp tervei alapján két diadalívet állítottak fel az óbudai hajógyárnál, valamint a császári pár díszsátrát is ő tervezte. Ebben az időben Pesten és Budán több magánmegbízást is vállalt. Munkáinak nagy része azonban a huszadik század során elpusztult. Hatáskörébe tartozott a Lánchíd pesti hídfőjénél 140 méterre északra és délre kétszintes rakpart kialakítása, és a Hajógyári-szigetre egy állandó Duna-híd tervezése és felépítése.

## Esztergomi évei

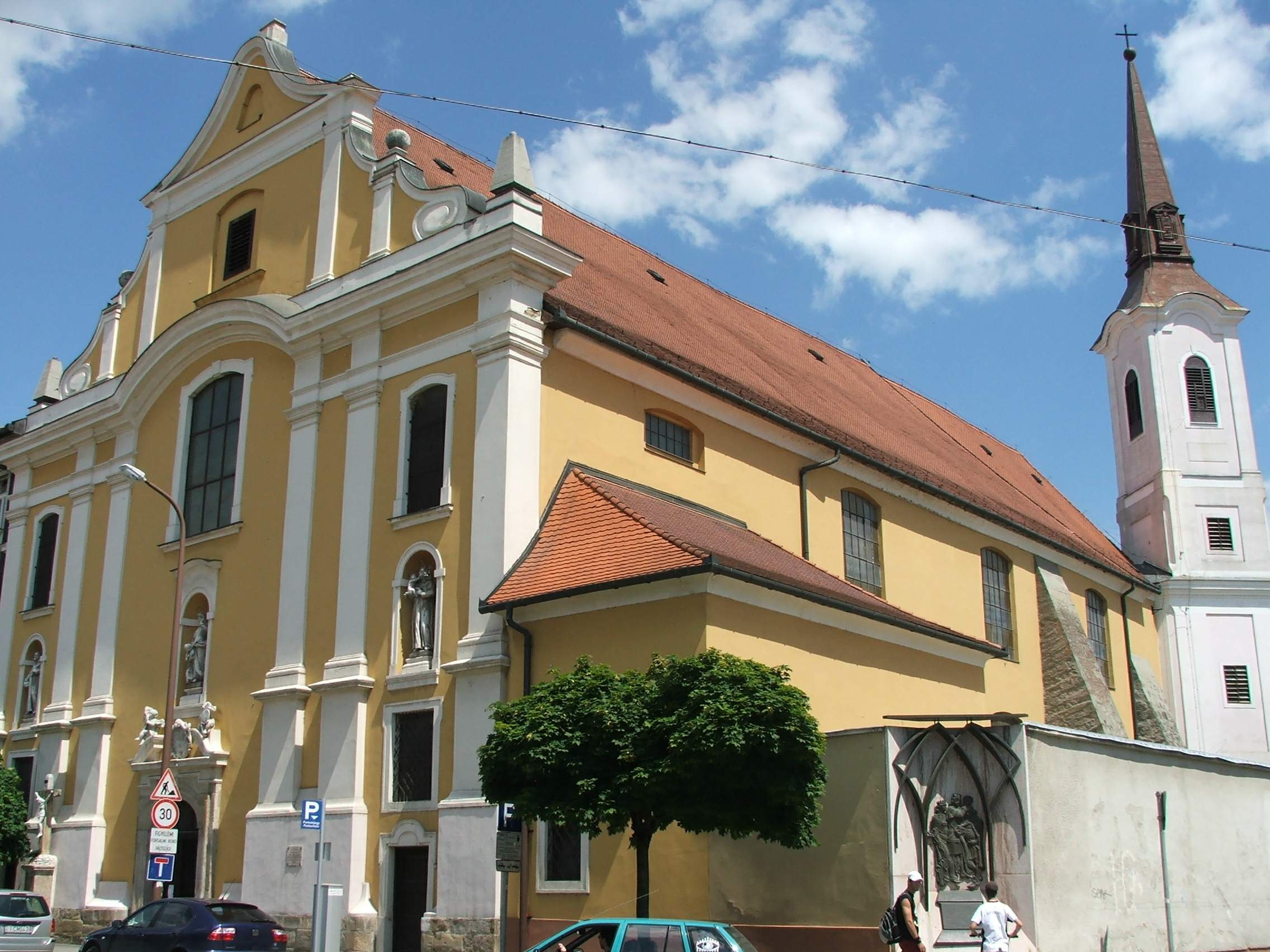
Az esztergomi ferences templom új tornya Simor János megrendelésére (1886)

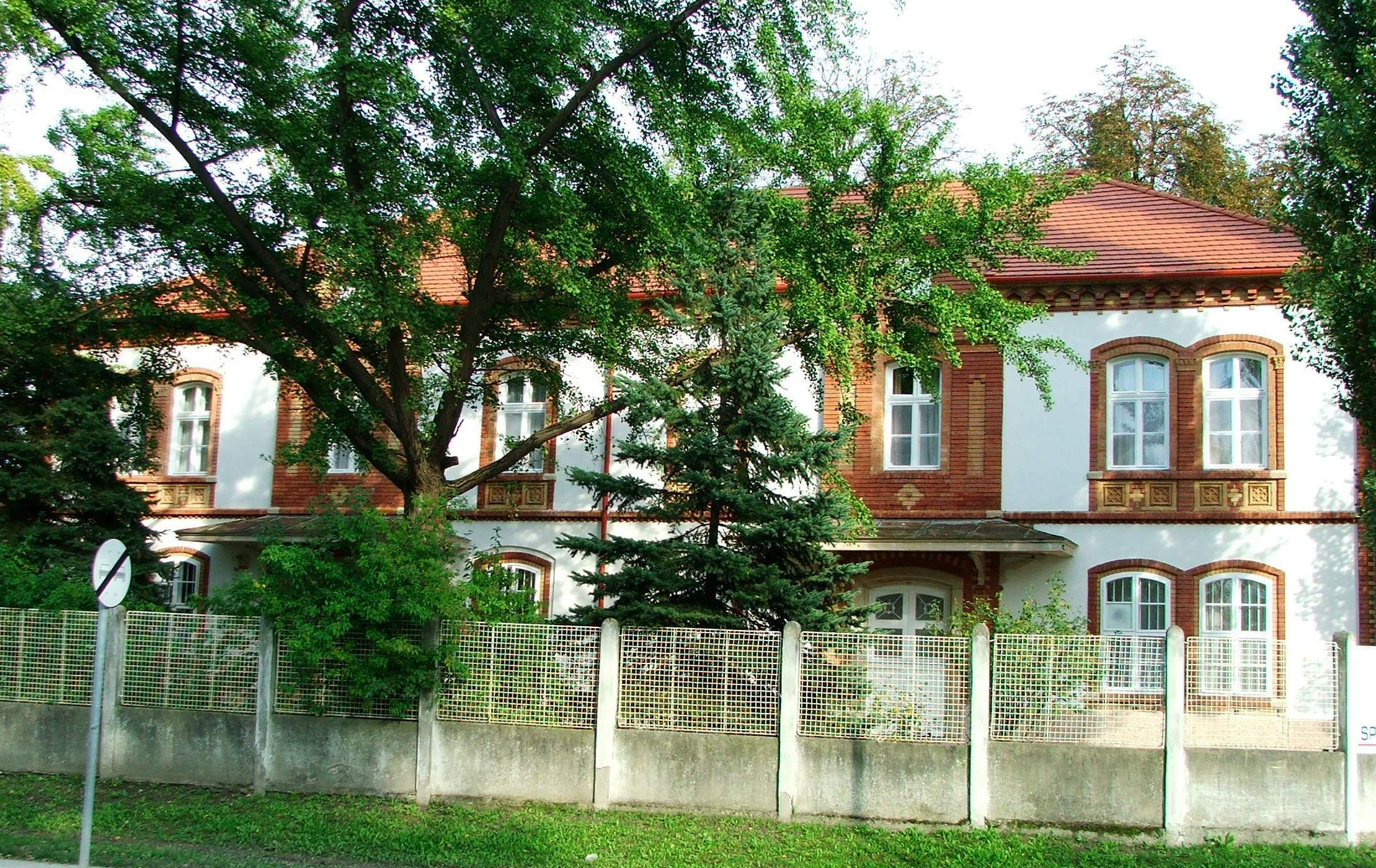
Magyar Hajóstársaság „Agencia” épülete, Esztergom, Prímás-sziget

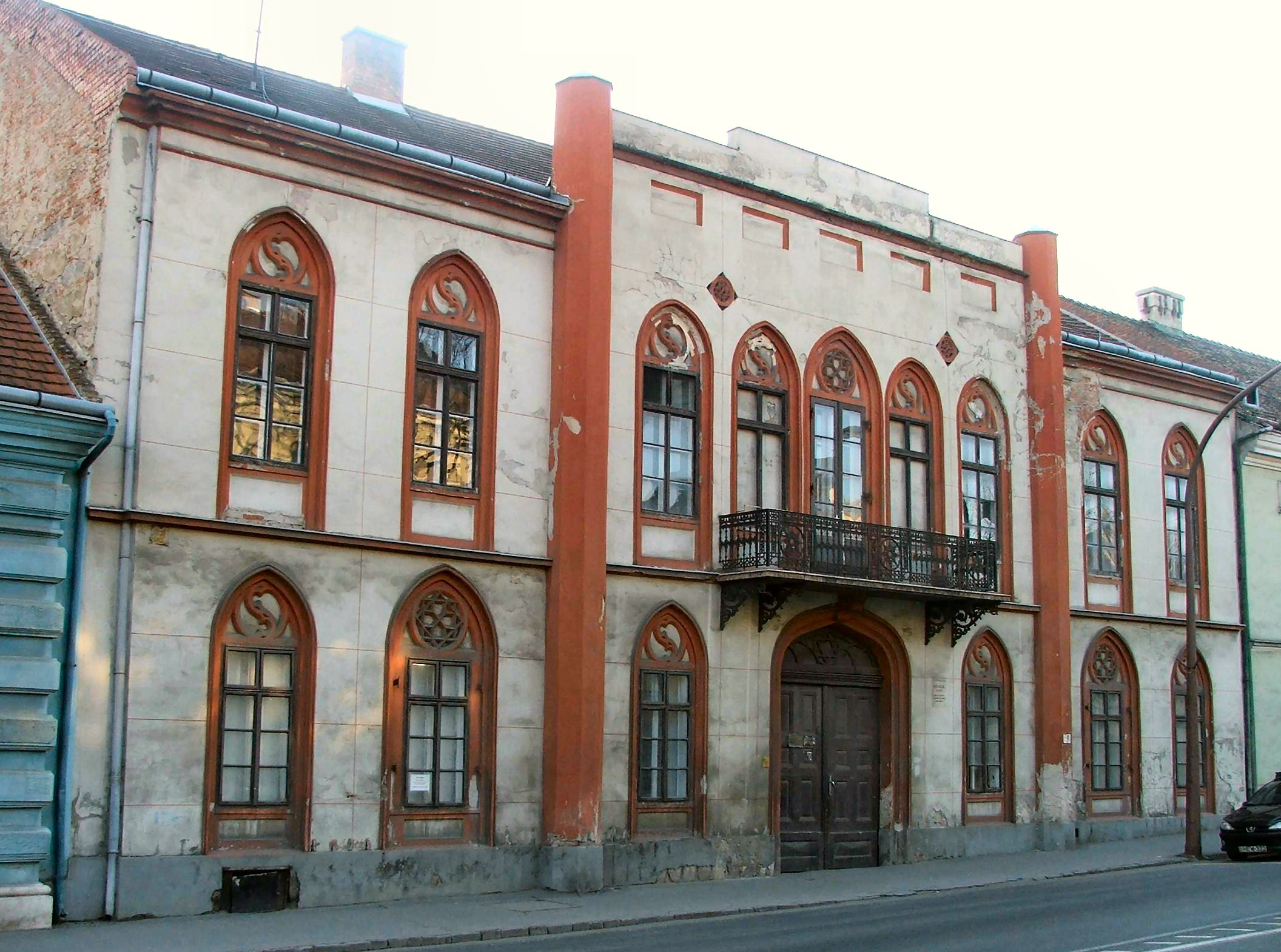
Az esztergomi Wimmer-ház valószínűleg Prokopp műve

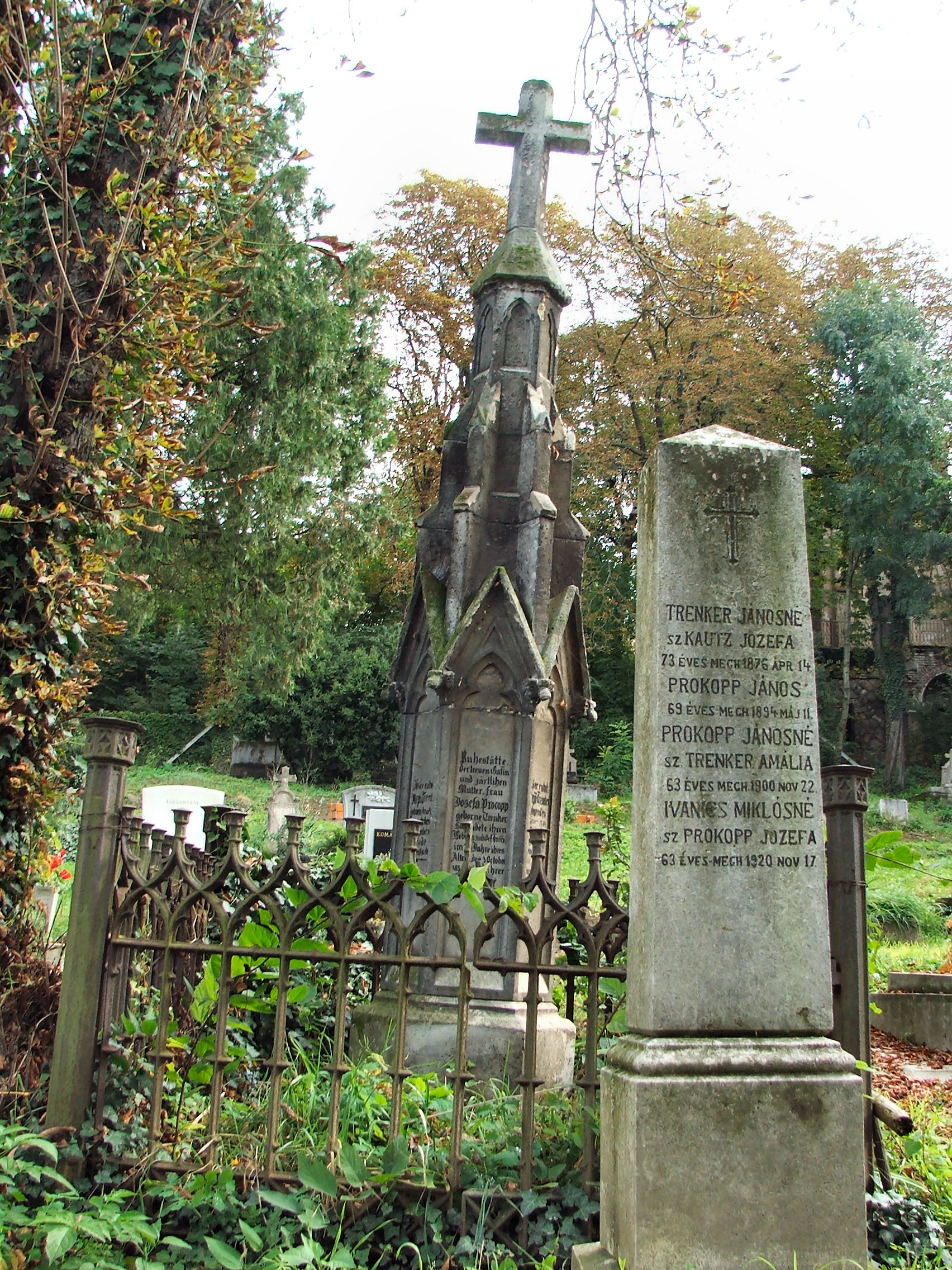
Prokopp sírja, háttérben első feleségének síremléke

1858. október 3-án, öt év házasság után tüdőbajban meghalt felesége, akinek díszes síremléket emeltetett az esztergomi temetőben. Négyszintes, öt méter magas, fehér mészkőből készült hatszögletű gótizáló torony. Tetején hatszögű kúp-talapzaton hatszögű kőhasáb kereszt áll. A síremléket nyolcszögletű, öntöttvas, gótizáló kerítés övezi. Valószínűleg a rács is Prokopp terve alapján készült. Gyermekük, akit magyarosan Józsának hívtak, ekkor egyéves volt. 1859-ben házasságot kötött felesége húgával, Trenker Amáliával az esztergom-belvárosi templomban, egy év múlva megszületett Gyula nevű fiuk. Ekkor még Óbudán laktak, és csak 1862-ben költöztek végleg a királyvárosba, anyósa házába, miután a Gőzhajó Társaságtól elbocsátják. Esztergomban ekkor már ismert építész volt.
1860-ban Hilddel a Szent Imre Reáliskola (mai Deák Ferenc utca 2.) épületének kivitelezését végezte, majd több munkát is vállalt a városban. 1862-ben ő építette fel a Takarékpénztár épületét, majd a takarékpénztár választmányi tagjai sorra bízták meg az országos hírű építészt házaik tervezésével, elsőként Etter Lőrinc, akinek a háza a Deák Ferenc utca 7. szám alatt látható. 1863-ban az érsek uradalmi mérnökeként megalapította az első vasöntödét, az érsekség vízvezetékének a helyreállítását bízták rá, a középkori vízemelő szerkezet helyreállításával foglalkozott, valamint a főegyházmegye megrendelésére felépítette a szigeten a Magyar Hajóstársaság „Agencia” épületét.
A Széchenyi téren felépült Bischitzky János vaskereskedése, ami 1897-től a posta épülete, és a Lövészegylet székháza a Petőfi utcában. Majer István kanonok javaslatára terveket készített a Diósvölgyi-forrás főtérre vezetéséről, mintegy 7 km hosszú csatornán. Megtervezte Szenttamás esővíz-elvezetését. 1866-ban nagyszabású terveket készített a városháza átépítésére, ám a tervek anyagi okokból nem valósultak meg. Simor János hercegprímástól megbízást kapott a mai Dobozy utcai Simor Kórház épületének elkészítésére. Valószínűsíthető, hogy a Bajcsy-Zsilinszky út 22. (Wimmer-ház) és 24. (Kanonoki ház) is az ő tervei alapján épültek, és hogy a papnevelde dunai homlokzatának kialakításában is közreműködött. Ezeken felül a városban számtalan lakóház az ő keze munkáját dicséri. Az érsekség alkalmazásában dolgozott még Pozsonyban, Nagyszombatban, Érsekújvárban, Gútán, Verebélyen, Nagysallón és Drégelyen. 1871-ben a vármegye mérnöke lett, 1874-ben tervezte meg a párkányi takarékpénztár épületét. E mellett az 1870-es években a bajnai Metternich-uradalom mérnöke is volt, ő tervezte az ördöglovas Sándor Móric sírkápolnáját is Gyarmatpusztán. A megyei mérnökséget 1876-ig töltötte be, mert ekkor felálltak az államépítészeti hivatalok, és megszűntek a vármegyék mérnöki állásai. Ekkor ajánlatot kapott, hogy lépjen állami szolgálatba, amit ő elutasított, mert le kellett volna mondania az érseki uradalomban viselt állásáról, és valószínűleg Esztergomból való elhelyezéssel is járt volna a munka. 1877-ben a megye tiszteletbeli mérnökének választották. Ekkor utak, hidak, megyei épületek karbantartásával foglalkozott. 1878-ban a szabad királyi város mérnöke is lett. 1886-ban mondott le ebbéli tisztségéről egészségi állapotára hivatkozva miatt, bár az ekkor életbe lépő szabályzatok miatt munkája összeférhetetlen lett az érsekségnél betöltött állásával. 1886-ban a ferences templom új tornyát is ő tervezte Simor János megbízásából, aki ebben az évben ünnepelte aranymiséjét. Az 1880-90-es években fontos munkája volt a város vízvezeték-hálózatának átalakítása, hogy a szennyezett Kis-Duna vize helyett a Mala-forrás vizét használják fel. Amikor Rédly Gyula a prímás uradalmi vezetője arra kérte, hogy a Mala-forrás vize helyett inkább a Duna vizét használja, mert a hévíz kerti öntözésre nem alkalmas, Prokopp elkészíttette a forrásvíz vegyi elemzését, és felterjesztést írt, amelyben indokolja a vízvezetéki felhasználást, illetve javasolta, hogy a hőforrás energiáját gőzgép helyett is használják fel. Az érsekségtől kapott éves jövedelme mindössze 1335 Ft. volt.
1877-ben megbízást kapott a bencés főgimnázium új, nagy épületének megtervezésére. A kivitelezést a nála tanult Kovács Ferenc vállalta, de azt nem végezte lelkiismeretesen. Prokopp az alapozást felszedette, és az észlelt szabálytalanságokról jelentést írt Palkovics Károly polgármesternek, majd a helyszíni szemle során részletes jegyzőkönyvet vetetett fel a hiányosságokról. A vállalkozó részben elismerte a hiányosságokat, de szerinte azok az épület szilárdságára nem voltak kihatással, csupán költségkímélési okokból módosított a terveken. A kormány által kiküldött szakember kérte a polgármestert a tapasztalt szabálytalanságok mellőzésére. Kovács sértve érezvén magát, híveket gyűjtött maga mellé, és az Esztergom és Vidékében megjelentetett „A városi mérnök” c. írásában kétségbe vonta Prokopp képesítését, amire Prokopp kétoldalas mellékletben válaszolt, felsorolva eddig elért eredményeit. 1894. május 11-én Prokopp meghalt, öt év múlva az iskolaépület repedezni kezdett, teljesen le kellett bontani, és 1901-re Prokopp tervei szerint újraépíteni. Az erkölcsi győzelmet már nem érhette meg. Feleségével a belvárosi temetőben nyugszanak a IX. parcella 10. sor 2804. sírhelyén.
Unokája Prokopp Gyula levéltáros, dédunokája Prokopp Mária művészettörténész.

## Halála
Prokopp 1894. május 11-én fél 4-kor saját otthonában öngyilkos lett, agyonlótte magát. Ahogy a május 13-ai Esztergom és vidéke írta, utolsó éveiben csúzos fájdalmak gyötörték, és e miatt már nyugdíjazása is kilátásba került, ami a lap szerint közrejátszhatott az öngyilkosságban. „Németajkú, de jó magyar érzelmű ember volt” - írta róla városi lap.

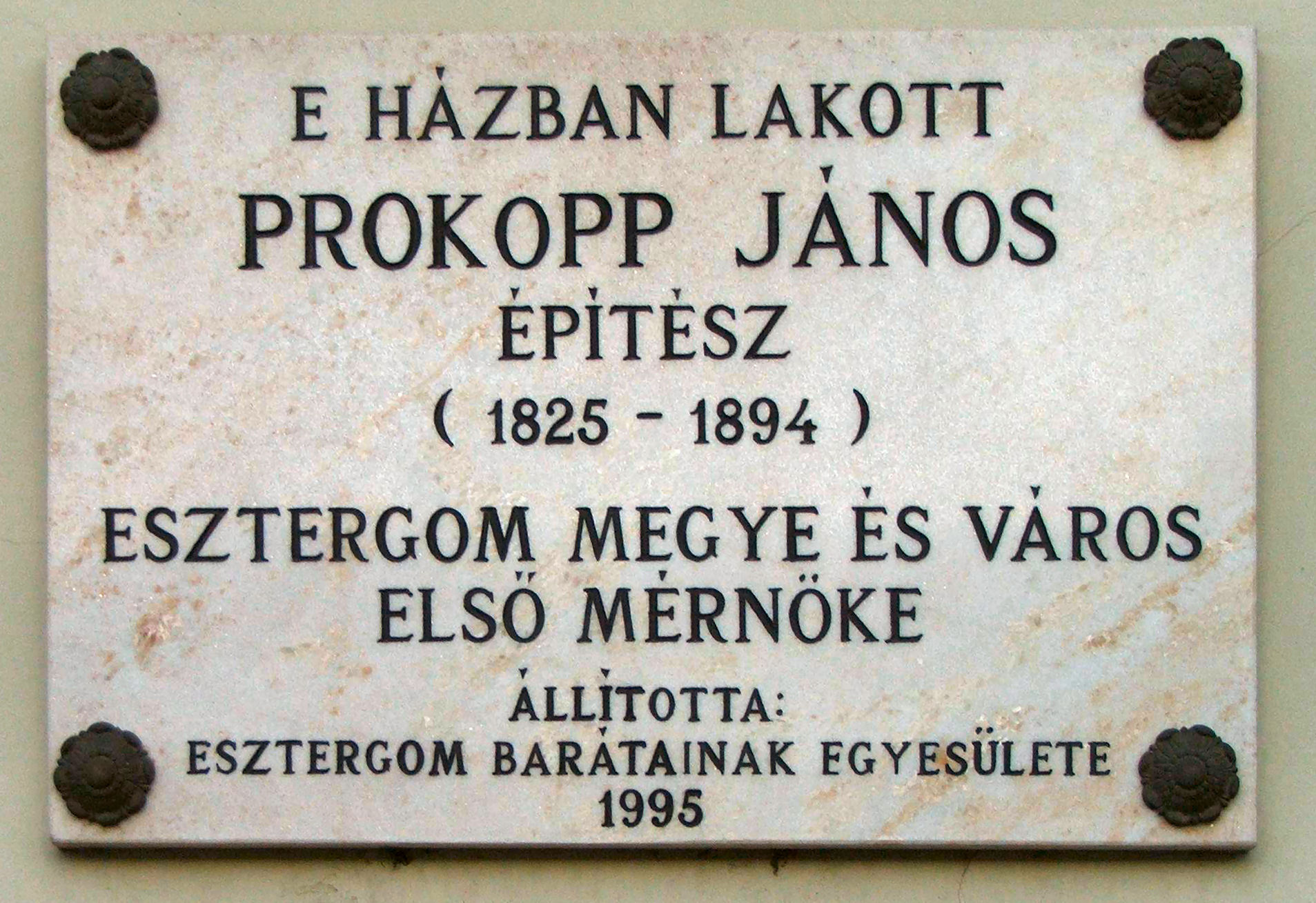
Emléktáblája esztergomi lakhelyén

Az esztergomi csatornázások alkalmával sok régészeti emléket mentett meg, amelyeket a bencés gimnázium régiséggyűjteményének, a mai Balassa Bálint Múzeum elődjének adott, jelen volt az Érseki Képtár megnyitásánál, és szoros kapcsolatban állt Haynald Lajos püspökkel, felesége unokatestvérével. Prokopp Jánosról fényképet nem ismerünk, de Paczka Ferenc 1880 körül megfestette. Egykori lakhelyén, a Kossuth és a Sissay utca sarkán emléktáblát avattak tiszteletére.